# Veratrumaldehyd
Veratrumaldehyd (3,4-Dimethoxybenzaldehyd) ist sowohl ein Derivat des Benzaldehyds als auch des Veratrols (o-Dimethoxybenzol). Man kann es auch als Methylvanillin ansehen. Die isomere Verbindung 2,3-Dimethoxybenzaldehyd wird auch o-Veratrumaldehyd genannt.

## Vorkommen

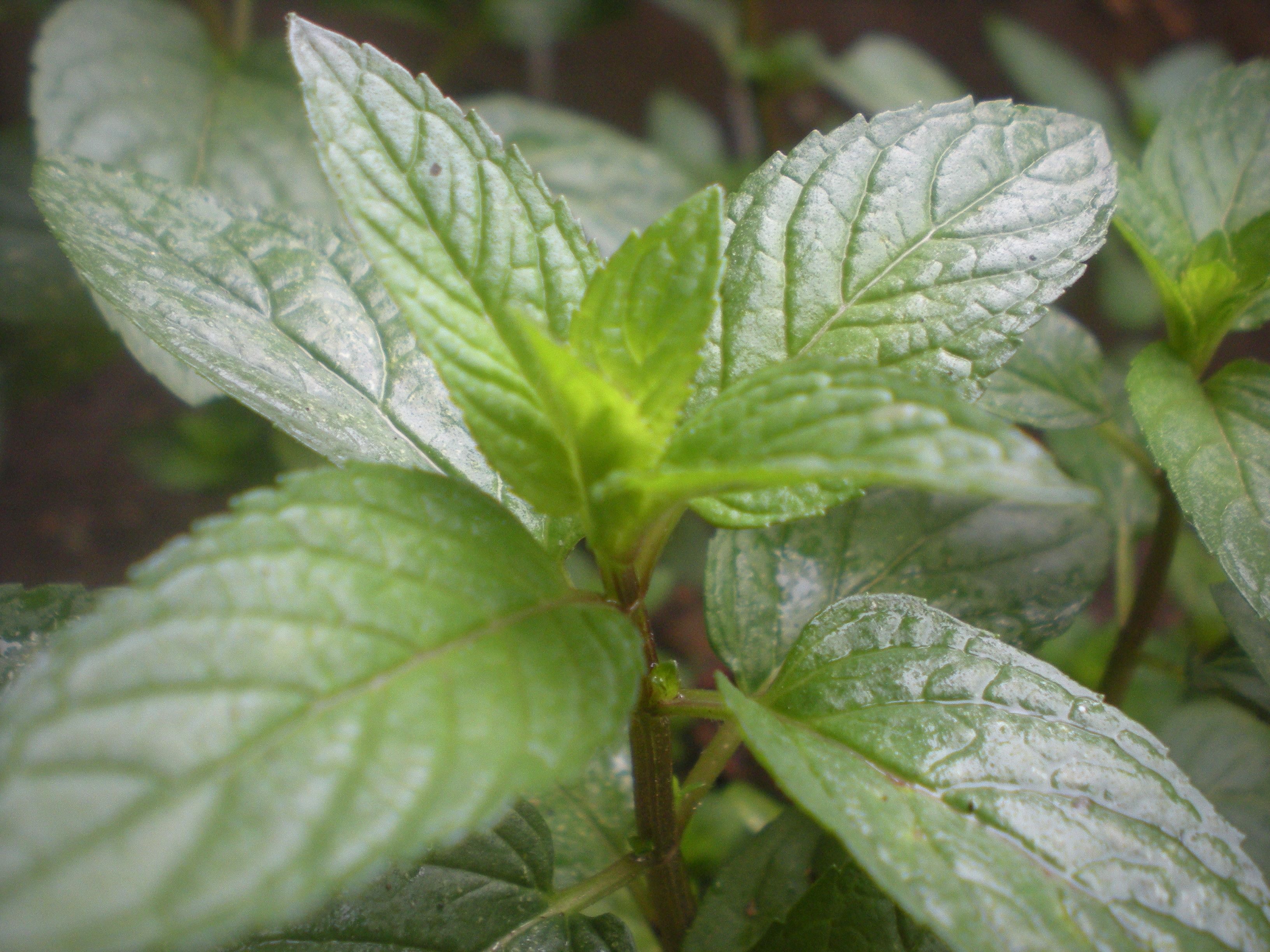
Pfefferminze enthält natürlicherweise Veratrumaldehyd

Die Verbindung kommt in Pfefferminze und Pflanzenölen von Cymbopogon javanensis und Eryngium poterium vor.

## Darstellung und Gewinnung
Veratrumaldehyd kann durch eine Methylierung von Vanillin oder durch die Oxidation von Veratrumalkohol gewonnen werden. Es ist aus Veratrol durch Formylierung mit N-Formylpiperidin und Phosphoroxychlorid erhältlich, wie auch mittels Vilsmeier-Formylierung.

## Eigenschaften
Veratrumaldehyd bildet beige Kristalle mit vanillinartigen Geruch. Die Verbindung schmilzt bei 44,9 °C mit einer Schmelzenthalpie von 20,46 kJ·mol−1. Die Wärmekapazität beträgt bei 25 °C 221,4 J·K−1·mol−1 bzw. 1,33 J·K−1·g−1. Die Verbindung kristallisiert in einem orthorhombischen Kristallgitter mit der Raumgruppe Pna21.

## Verwendung
Durch Umsetzen von Veratrumaldehyd mit Malonsäure kann 3,4-Dimethoxyzimtsäure dargestellt werden. Die Substanz findet in der Parfümerie Verwendung bei der Komposition von orientalischen und warmholzigen Noten sowie von Vanillenoten.